# ITF feminino de Liampó
O ITF feminino de Liampó – ou Ningbo International Challenger, na última edição – foi um torneio de tênis profissional feminino, de nível ITF US$ 100.000 +H.
Realizado em Liampó, no leste da China, estreou em 2010 e durou três edições. Os jogos eram disputados em quadras duras durante o mês de setembro. Em 2013, foi promovido ao circuito challenger.

## Finais

### Simples
| Ano  | Campeã              | Vice-campeã          | Resultado |
| ---- | ------------------- | -------------------- | --------- |
| 2012 | Hsieh Su-wei        | Zhang Shuai          | 6–2, 6–2  |
| 2011 | Anastasiya Yakimova | Erica Sema           | 7–63, 6–3 |
| 2010 | Alberta Brianti     | Magdaléna Rybáriková | 6–4, 6–4  |

### Duplas
| Ano  | Campeãs                        | Vice-campeãs                   | Resultado        |
| ---- | ------------------------------ | ------------------------------ | ---------------- |
| 2012 | Shuko Aoyama Chang Kai-chen    | Tetiana Luzhanska Zheng Saisai | 6–2, 7–5         |
| 2011 | Tetiana Luzhanska Zheng Saisai | Chan Chin-wei Han Xinyun       | 6–4, 5–7, [10–4] |
| 2010 | Chan Chin-wei Chen Yi          | Jill Craybas Olga Savchuk      | 6–3, 3–6, [10–8] |